# Revenu minimum d'activité
Pour les articles homonymes, voir RMA.
Le Revenu minimum d'activité (RMA) était un dispositif destiné à faciliter la réinsertion professionnelle des bénéficiaires du Revenu minimum d'insertion (RMI) en France.

## Histoire
Créé par le Gouvernement Jean-Pierre Raffarin (3) et appliqué dès le 1er janvier 2004, le RMA est proposé dans le cadre du contrat d'insertion conclu par les personnes qui bénéficient du RMI depuis deux ans au moins.
Concrètement, il s'agit d'un contrat de travail à durée déterminée, à temps partiel, d'une durée minimum de 20 heures par semaine pour une durée initiale de six mois. Il est renouvelable deux fois dans une limite de 18 mois.
Le bénéficiaire perçoit un revenu dont le montant doit être au moins égal au SMIC horaire multiplié par le nombre d'heures travaillées. Ce revenu est versé directement par l'employeur. 
L'employeur bénéficie d'une aide du Département et de l'État, forfaitairement fixée au montant mensuel du RMI pour une personne seule à 447.91 € au 1er janvier 2008. Il ne paye alors que la différence entre le montant du RMI et le salaire. À noter que tous les employeurs peuvent conclure ce type de contrat, à l'exception des services de l'État et départementaux et des particuliers.
Il est remplacé dès le 1er janvier 2010 par le CUI-CIE.